# 光劍星傳EX
《光劍星傳EX》（日語：スターオーシャンEX）是Studio Deen製作的日本電視動畫，改編自《星海遊俠系列》之一的遊戲軟體〈星海遊俠 The Second Story〉與東麻由美依該軟體改編的漫畫。

## 故事
由於神秘惑星引來的大型隕石群，克勞德與父親羅尼齊斯提督來到密羅奇尼亞行星做調查。然而克勞德誤觸傳送裝置而被傳送到異世界的艾斯貝爾星，而他來到艾斯貝爾星的這天正符合了這個世界的預言：一個來自異世界、拿著光劍的勇者，會拯救這世界。克勞德醒來後意外解救了蕾娜，成為蕾娜眼中和異世界預言中的勇者。之後克勞德與蕾娜接連遇到艾修頓、塞麗奴，克勞德便與蕾娜、艾修頓、塞麗奴展開了冒險。

## 登場人物
下列譯名為中視版與東森綜合台版共通譯名。
克勞德·C·肯尼（日本配音：結城比呂、（幼年）若林直美；台灣配音：魏伯勤）
本作男主角，地球聯邦少尉，與父親羅尼齊斯提督來到密羅奇尼亞行星做調查，因為誤觸傳送裝置而被送到惑星艾斯貝爾星。隨身武器是費茲槍（雷射槍）。
蕾娜·藍弗德（日本配音：飯塚雅弓；台灣配音：傅其慧）
本作女主角，尼德星人，住在艾斯貝爾星的少女，擁有治癒能力，是克勞德在艾斯貝爾星遇到的第一人。對於勇者的傳說深信不已，因此將克勞德的費茲槍所發射的光芒看成是勇者的光劍。
艾修頓·安卡斯（日本配音：關智一；台灣配音：陳旭昇）
艾斯貝爾星人，二刀流紋章劍士。由於在除掉雙頭魔龍的過程中不慎被雙頭魔龍寄宿，因此背部有兩條龍。
塞麗奴·茱莉絲（日本配音：金月真美；台灣配音：林美秀）
艾斯貝爾星人，紋章術師。
小長（日本配音：臼井孝康；台灣配音：不詳）
雙頭魔龍中的火龍。因為眼睛比較長，所以被蕾娜命名成小長。
小圓（日本配音：志村知幸；台灣配音：不詳）
雙頭魔龍中的冰龍。因為眼睛比較圓，所以被蕾娜命名成小圓。
迪亞斯·福拉克（日本配音：子安武人；台灣配音：陳旭昇）
艾斯貝爾星人，劍士，蕾娜的青梅竹馬。
普莉西絲·F·諾曼（日本配音：半場友惠；台灣配音：林美秀）
艾斯貝爾星人，發明家少女。
波曼·吉恩（日本配音：松本保典；台灣配音：李香生）
艾斯貝爾星人，藥劑師。
雷恩·D·S·凱斯特（日本配音：三橋加奈子；台灣配音：傅其慧）
住在艾斯貝爾星的天才科學家，為了對付魔石索沙而發明了「拉克爾赫普」。
埃洱奈斯特·雷瓦多（日本配音：家中宏；台灣配音：不詳）
考古學家，來到艾斯貝爾星進行考古。
奧佩拉·貝克朵拉（日本配音：松本梨香；台灣配音：傅其慧）
埃洱奈斯特的戀人，為了追埃洱奈斯特而來到艾斯貝爾星。
薇絲塔·藍弗德（日本配音：折笠富美子；台灣配音：不詳）
艾斯貝爾星人，蕾娜的養母。
羅尼齊斯·J·肯尼（日本配音：澤木郁也；台灣配音：不詳）
地球聯邦提督，戰艦「卡路納斯」的司令官，是克勞德的父親。曾經率領一群烏合之眾成功打贏了「雷索尼亞行星之役」。
小雪（日本配音：松元惠；台灣配音：不詳）
艾斯貝爾星人，歌手。
亞倫（日本配音：綠川光；台灣配音：不詳）
艾斯貝爾星人，薩巴鎮鎮長的兒子，蕾娜的青梅竹馬，一直暗戀蕾娜。
艾拉諾（日本配音：倉田雅世；台灣配音：不詳）
艾斯貝爾星人，普莉西絲的好友，長年臥病在床。
奇斯（日本配音：遊佐浩二；台灣配音：不詳）
波曼醫生的研究語言學朋友，解讀出古書中的預言。
吉耐（日本配音：中田讓治；台灣配音：不詳）
魔族之王，傳說中的魔鳥，在最後一集時以生命換取時間來阻止卡布力爾的計畫。
卡布力爾（日本配音：櫻井孝宏；台灣配音：不詳）
尼德星人，魔石索沙的所有人。
蓋傑爾（日本配音：不詳；台灣配音：不詳）
拉克爾王國的將軍，其實是個妖怪。最後被克勞德一行人以「拉克爾赫普」打敗。
哈貝斯特（日本配音：不詳；台灣配音：不詳）
海因斯要塞駐軍的司令官。他嫉妒雷恩，根本不理會克勞德等人傳來的飛鴿傳書，甚至以間諜罪名收押克勞德等人，導致妖怪入侵海因斯要塞。

## 工作人員
- 原作、人物原案：東麻由美
- 導演：わたなべひろし
- 系列構成：關島真賴、金卷兼一
- 人物設定：倉田綾子
- 機械設定：寺岡賢司
- 美術監督：吉原俊一郎
- 色彩設計：松本真司
- 攝影監督：青木孝司、桑良人
- 編集：森田清次
- 音響監督：菊田浩巳
- 音樂：櫻庭統
- 製作人：東不可止、山西太平、豐住政弘
- 製作：東京電視台、電通、Studio Deen

## 各話標題
| 集數          | 日文標題 | 中文標題翻譯 | 劇本     | 分鏡     | 演出     | 作畫監督 |
| ------------- | -------- | ------------ | -------- | -------- | -------- | -------- |
| Navigation:01 |          | 時空傳送     | 金卷兼一 |          | 吉田俊司 | 倉田綾子 |
| Navigation:02 |          | 接觸         | 關島真賴 | 西村純二 | 上坪亮樹 | 畑良子   |
| Navigation:03 |          | 魔石         | 金卷兼一 |          |          | 松島晃   |
| Navigation:04 |          | 紋章術師     | 金卷兼一 | 西村純二 | 新留俊哉 | 河南正昭 |
| Navigation:05 |          | 空破斬       | 荒木憲一 |          | 吉田俊司 | 倉田綾子 |
| Navigation:06 |          | 雙頭龍       |          | 平田智浩 | 上坪亮樹 | 畑良子   |
| Navigation:07 |          | 異邦人       | 西園悟   |          |          | 松島晃   |
| Navigation:08 |          | 眼淚         | 西園悟   | 新留俊哉 | 新留俊哉 | 佐藤和巳 |
| Navigation:09 |          | 潮風         | 金卷兼一 | 西村純二 | 吉田俊司 | 倉田綾子 |
| Navigation:10 |          | 幽靈船       | 荒木憲一 |          | 上坪亮樹 | 河南正昭 |
| Navigation:11 |          | 發明少女     |          | 池田重隆 | 清水博幸 |          |
| Navigation:12 |          | 月光花       | 西園悟   | 新留俊哉 | 新留俊哉 | 畑良子   |
| Navigation:13 |          | 暴走         | 西園悟   |          |          | 佐藤和巳 |
| Navigation:14 |          | 魔劍         | 金卷兼一 | 西村純二 | 吉田俊司 | 倉田綾子 |
| Navigation:15 |          | 疑惑         |          |          | 上坪亮樹 | 河南正昭 |
| Navigation:16 |          | 少年         | 荒木憲一 | 池田重隆 | 池田重隆 | 清水博幸 |
| Navigation:17 |          | 遺跡         | 西園悟   | 新留俊哉 | 新留俊哉 |          |
| Navigation:18 |          | 要塞         | 西園悟   |          |          | 佐藤和巳 |
| Navigation:19 |          | 孤獨         | 荒木憲一 | 西村純二 | 吉田俊司 | 倉田綾子 |
| Navigation:20 |          | 希望         | 關島真賴 |          | 上坪亮樹 | 河南正昭 |
| Navigation:21 |          | 再見         | 金卷兼一 | 西村純二 | 池田重隆 | 清水博幸 |
| Navigation:22 |          | 朋友         | 西園悟   | 新留俊哉 | 新留俊哉 |          |
| Navigation:23 |          | 決戰         | 荒木憲一 |          |          | 佐藤和巳 |
| Navigation:24 |          | 機械城       | 金卷兼一 | 西村純二 | 吉田俊司 | 倉田綾子 |
| Navigation:25 |          | 光輝石       | 金卷兼一 | 西村純二 | 上坪亮樹 |          |
| Navigation:26 |          | 勇者         | 關島真賴 |          | 平向智子 | 倉田綾子 |

## 主題曲
片頭曲「To the Light」
歌：八反安未果
作詞：Kentaro
編曲、作曲：葉山拓亮
片尾曲「Hearts」
歌：西端さおり
作詞：久世まりあ
編曲、作曲：馬飼野康二

## 外部連結
- （英文）Star Ocean EX（動畫）在動畫新聞網百科全書中的資料（英文）
- （中文）中視《光劍星傳EX》官方網頁（页面存档备份，存于）
- （日語）《光劍星傳EX》日本非官方網頁（页面存档备份，存于）